# Rourea cuspidata
Rourea cuspidata é uma espécie  de planta com flor pertencente à família Connaraceae.
A autoridade científica da espécie é Benth. ex Baker, tendo sido publicada em Flora Brasiliensis 14(2): 181. 1871.

## Brasil
Esta espécie  é nativa e não endémica do Brasil, podendo ser encontrada na Região Norte. Em termos fitogeográficos pode ser encontrada no domínio da Amazônia.
Ocorrem quatro táxons infra-específicos no Brasil:
- Rourea cuspidata var. cuspidata
- Rourea cuspidata var. densiflora (Steyerm.) Forero
- Rourea cuspidata var. multijuga Forero
- Rourea cuspidata var. pedicellata Baker